# 亢进忠
亢进忠（1955年3月—），辽宁建平人，汉族，武警少將警銜，中国共产党党员。第十一届全国人大代表。

## 生平
毕业于南京陆军指挥学院战役专业。曾任武警西藏自治区总队政委。2009年5月，任武警广东省总队政委。2011年3月至2015年，任武警森林指挥部政委。